# Prunus depressa
Prunus depressa är en rosväxtart som beskrevs av Frederick Traugott Pursh. Prunus depressa ingår i släktet prunusar, och familjen rosväxter. Inga underarter finns listade i Catalogue of Life.

## Bildgalleri

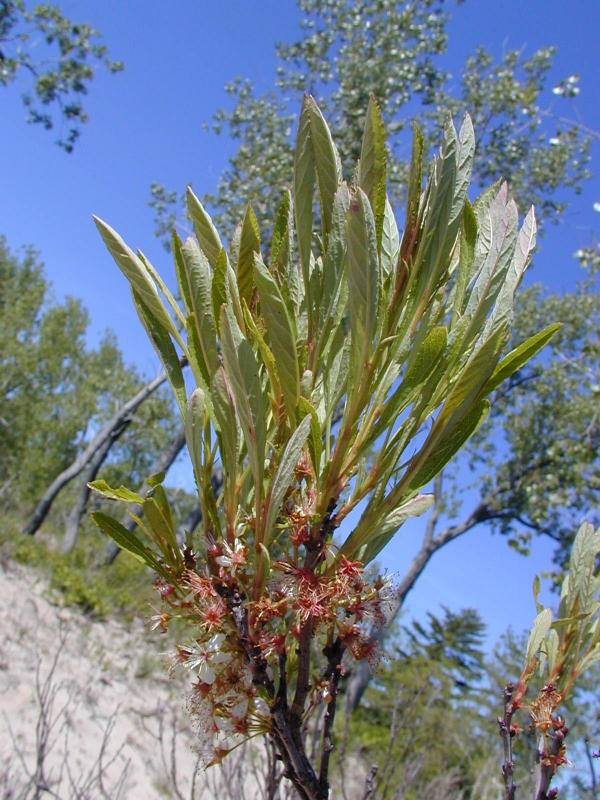
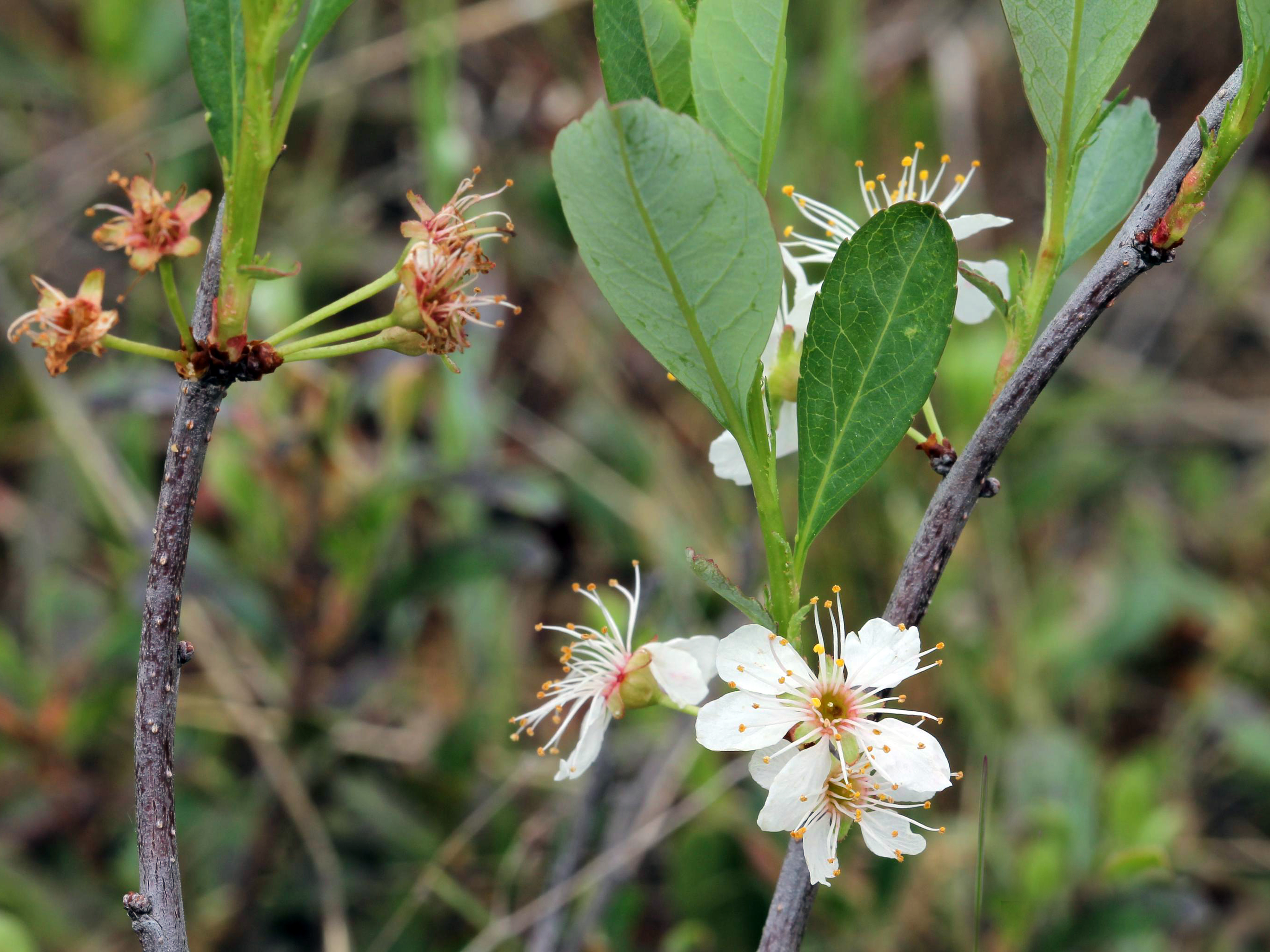
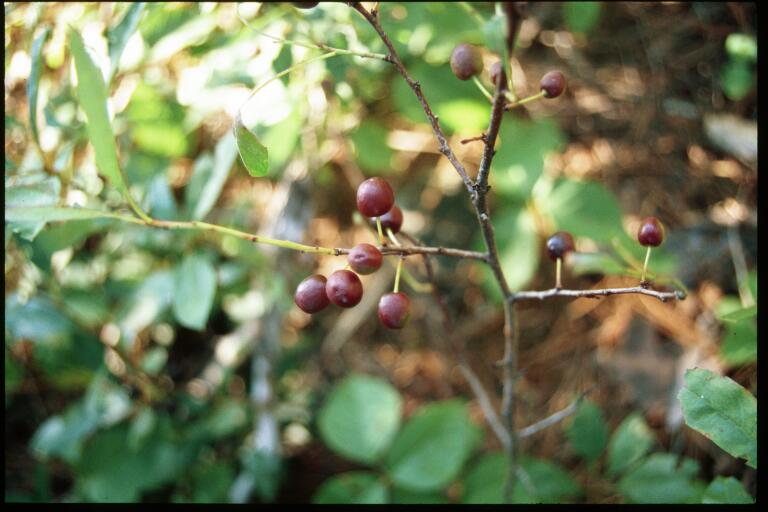
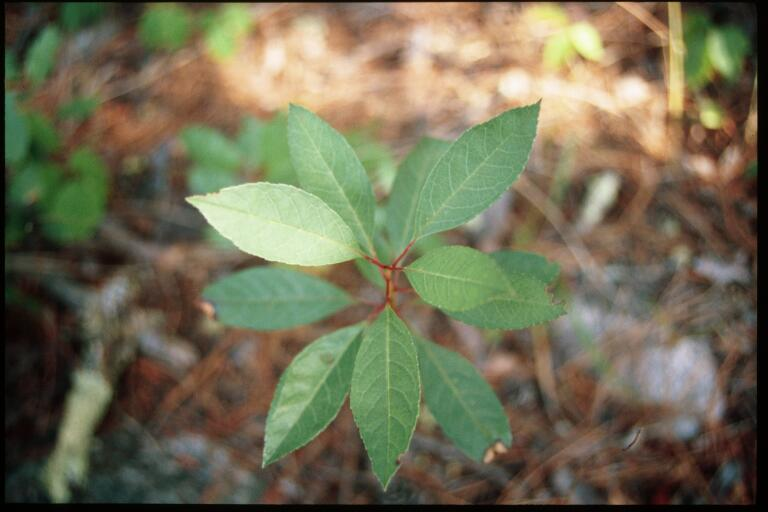
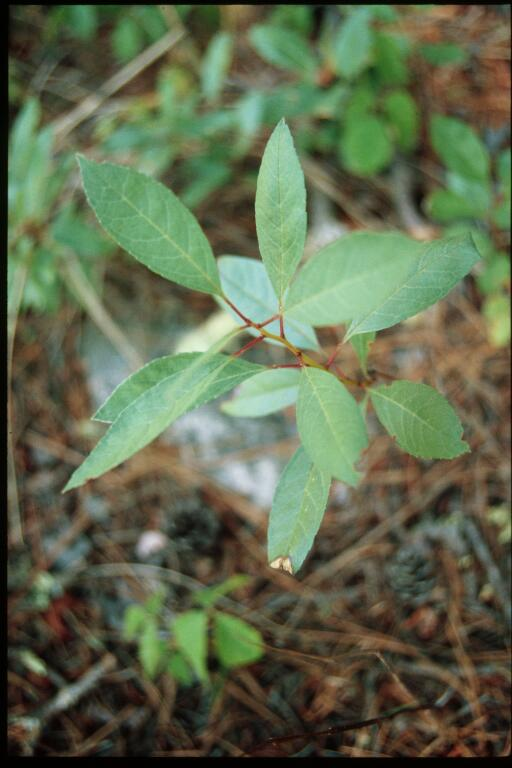
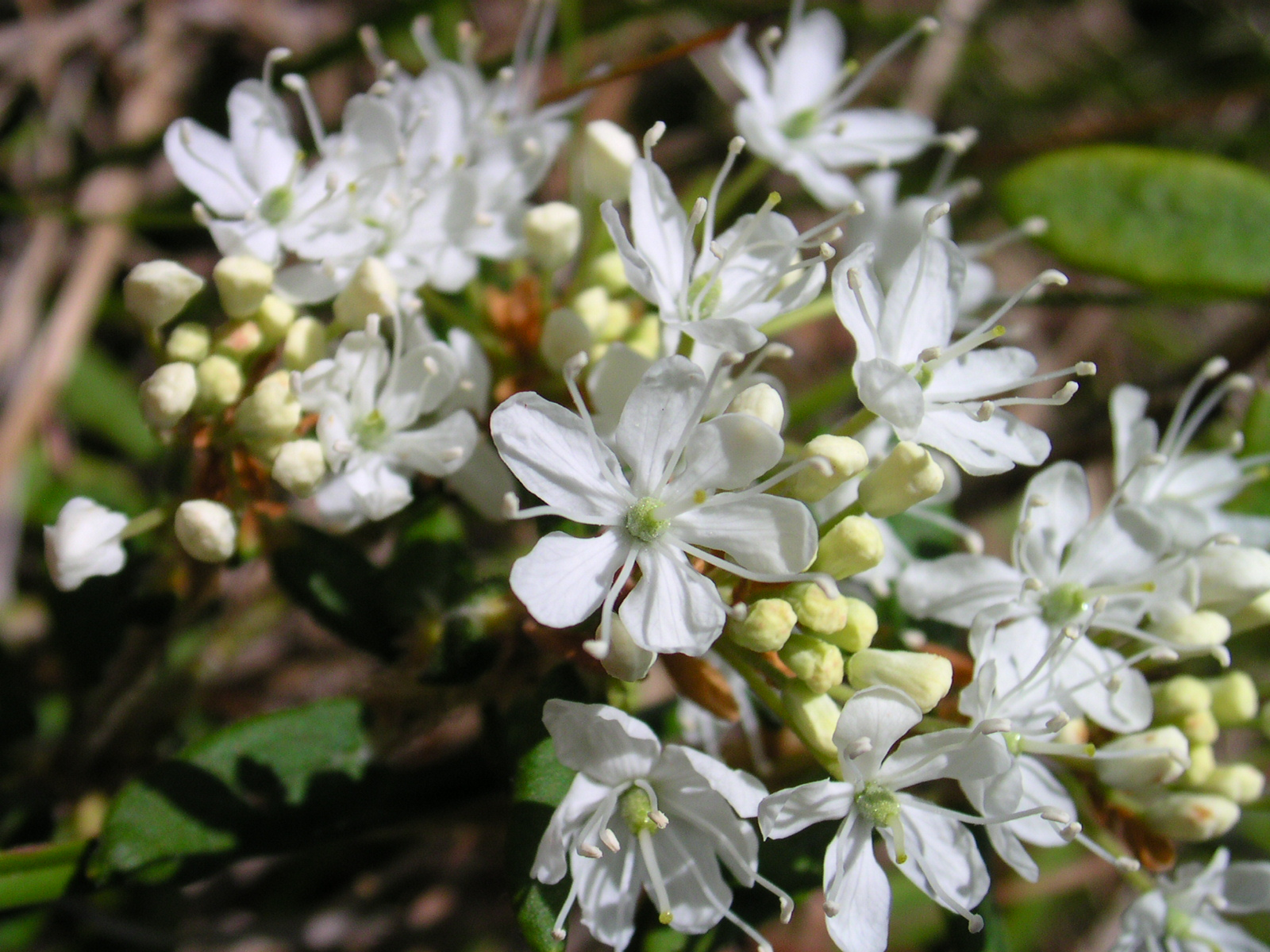